# زینب بنت محمد
زینب بنت محمّد (به عربی: زینب بنت محمّد) دختر بزرگ محمد از همسرش خدیجه بنت خویلد بود. او همسر ابوالعاص بن ربیع و مادر علی بن ابی‌عاص و امامه بنت ابی‌عاص بود. زینب در سال هشتم پس از هجرت در مکه درگذشت.

## زندگی
او ۱۰ سال قبل از بعثت محمد در حالیکه محمد ۳۰ ساله بود، به دنیا آمد.
زینب هم‌زمان با مادرش به اسلام روی آورد. 
او با «ابوالعاص بن ربیع» ازدواج کرد. مادر ابوالعاص هاله خواهر خدیجه بود. این ازدواج پیش از بعثت اتفاق افتاد. زینب نخستین دختر محمد است که ازدواج کرده‌است. گفته شده که نام اصلی ابی‌العاص، قاسم بوده و به «جرو البطاء» (یعنی فرزند سرزمین بطی) مشهور بوده‌است. بعد از ظهور اسلام و مسلمان شدن زینب، روابط زناشویی آن دو به هم خورده بود؛ ولی ابوالعاص به هیچ وجه حاضر به طلاق دادن زینب نبود و از آنجا که محمد هیچ قدرتی در مقابل قریش در مکه نداشت، نتوانست آن‌ها را از هم جدا کند و ابوالعاص را مجبور به طلاق زینب نماید.
بعد از اسلام زینب، ابوالعاص همچنان بر کفر خویش باقی بود و او از معدود مردان تاجر و ثروتمند و امانت‌دار مکه بود. بزرگان قریش بعد از ظهور اسلام از او خواستند، تا زینب را طلاق دهد؛ ولی او هرگز قبول نکرد.

## فرزندان
زینب برای ابوالعاص دو فرزند به نام‌های «علی» و «امامه» آورد. علی در کودکی از دنیا رفت؛ ولی امامه زنده بود و علی بن ابی‌طالب بعد از مرگ فاطمه به سفارش وی با امامه ازدواج کرد و بنابر نقل دیگر خود ابوالعاص به امامه سفارش کرد، با علی ازدواج کند.

## مرگ
زینب در سال ۸ هجری از دنیا رفت. ام ایمن همراه با سودة دختر زمعه و ام سلمه او را غسل دادند.
محمد بن عبدالله به آن‌ها گفت: «او را سه یا پنج بار و اگر خواستید، بیشتر غسل دهید و با سدر و کافور بشویید و چون از غسل دادن او فارغ شدید، مرا خبر کنید.»
وقتی کار غسل دادن زینب تمام شد، محمد پیراهن «ازاء» خود را داده و گفت: «آن را چسبیده به بدنش بر او بپیچند.» او در قبرستان بقیع به خاک سپرده شد.

## علت مرگ
در مورد علت مرگ او گفته‌اند: زمانی که او از مکه به مدینه می‌آمد، مردانی از قریش به تعقیب وی برخاستند و دو مردی به نام‌های «هبار بن اسود» و «نافع بن عبدالقیس» به او رسیده و ا و را مورد تجاوز قرار دادند، چنان‌که گفته‌اند او باردار بوده و فرزندش را در اثر تجاوز سقط نمود.
او در اثر این اتفاق بیمار شد و بهبود نیافت، تا در سال ۸ هجری درگذشت.

## کتاب
کتاب مشرکی در خانواده پیامبر به رابطه زینب و ابوالعاص می‌پردازد.